# Tarachodes okahandyanus
Tarachodes okahandyanus es una especie de mantis de la familia Tarachodidae.

## Distribución geográfica
Se encuentra en Namibia y Tanzania.